# Hwi hwi
「Hwi hwi」（フィフィ）は、韓国のガールズグループ・LABOUMの楽曲または日本デビューシングルである。2018年11月7日に日本コロムビアによって発売された。

## 解説
- 表題曲は日本テレビ系「ウチのガヤがすみません!」10月エンディングテーマ曲になっている。
- 2017年4月28日放送のKBS「ミュージックバンク」で「Hwi hwi」（韓国版）は1位を獲得した。

## 仕様

### 初回限定盤A・B
- 三方背ケース仕様
- 初回盤A・B タイプ別絵柄の豪華52ページフォトブック付
- トレーディングカード全5種類よりランダム1種封入
- 豪華特典応募シリアルコード封入

## 収録曲

### 初回限定盤A
CD
1. Hwi hwi -Japanese Ver.-
2. Sugar Pop
3. Shooting Love -Japanese Ver.-
4. Hwi hwi -Instrumental-

DVD
1. Hwi hwi -Japanese Ver.- Music Video
2. Hwi hwi -Japanese Ver.- Music Video Making
3. Recording Making

### 初回限定盤B
CD
1. Hwi hwi -Japanese Ver.-
2. Sugar Pop
3. killer killer Tune
4. Hwi hwi -Remix-

DVD
“LABOUM JAPAN MAJOR DEBUT MEMORIAL MOVIE”
1. スペシャルインタビュー
2. 「Fight！2018 in お台場」LIVE当日に密着
3. 「Fight！2018 in お台場」LIVE
4. 「Fight！2018 in お台場」終演後インタビュー

### 通常盤A
CD
1. Hwi hwi -Japanese Ver.-
2. Sugar Pop
3. Shooting Love -Japanese Ver.-
4. Hwi hwi -Instrumental-

### 通常盤B
CD
1. Hwi hwi -Japanese Ver.-
2. Sugar Pop
3. killer killer Tune
4. Hwi hwi -Remix-